# Festival Música do Mundo
Festival Música do Mundo é um festival de música brasileiro que acontece na cidade de Três Pontas no sul de Minas Gerais em homenagem a dois de seus filhos ilustres Milton Nascimento e Wagner Tiso e conta com a participação de vários artístas dentre eles grandes nomes da música nacional e internacional. O festival também relembra o Show Paraíso, evento realizado em Três Pontas em 1977 e que ficou conhecido como o “Woodstock mineiro”. Naquele show participaram importantes nomes da MPB como Milton Nascimento, Chico Buarque, Fafá de Belém, Clementina de Jesus, Francis Hime, Gonzaguinha e Azymuth. O Evento é organizado pela empresa Marolo Produções com a direção de Maria Dolores e Felipe Duarte.

## Edições

### 2009
A edição de 2009 do festival aconteceu de 10 a 13 de setembro e foi um grande sucesso, o encontro reuniu por volta de 350 artistas de vários estílos, que se revezaram em vários palcos espalhados pela cidade proporcionando ao público o prazer de reviver os grandes festivais. O grande encontro contou com os shows de Toninho Horta, Ivan Lins, Jorge Vercilo, Tom Zé, Ricardo Herz, Didier Lockwood, Wilson Sideral e Lenine (escalado de última hora para a vaga de Rita Lee que não pôde participar devido a problemas de saúde), o também trespontano, Silvio Brito que fez questão de homenagear os conterrâneos e  logicamente se apresentaram os anfitriões — Milton Nascimento e Wagner Tiso.
Inicialmente estava programada também uma apresentação do vocalista inglês Jon Anderson, da banda de Rock Progressivo Yes, mas o show do cantor foi cancelado. 

### 2010
A 2ª Edição do Festival Música do Mundo aconteceu de 9 a 12 de setembro de 2010. Nesta edição o festival além das atrações musicais promoveu outras atividades artísticas culturais como exibição de filmes, workshops, exposições, debates, partida de futebol entre os músicos do 14 Bis e atlétas da cidade e atividades educativas. Marcaram presença nos palcos de Três Pontas: Jorge Vercillo, 14 Bis, Mallu Magalhães, Sá & Guarabyra, Tunai, Celso Blues Boy, Pablo Milanés e vários outros. O cantor Gilberto Gil teve que cancelar sua apresentação por conta de uma intoxicação alimentar e foi o grande desfalque desta edição.

### 2012
Após a não realização da edição de 2011 devido ao inesperado cancelamento de um patrocinador, aconteceu em 2012 a 3ª edição do festival entre os dias 6, 7 e 8 de setembro. Esta edição especial chamada A Travessia Não Pode Parar, priorizou atrações artísticas nas ruas, casas de cultura, praças e também comemorou com um grande show de encerramento os 50 anos de carreira do anfitrião Milton Nascimento e também o aniversário de 40 anos do álbum Clube da Esquina, contando com as participações de Milton Nascimento, Lô Borges e artistas de Três Pontas.

### 2013
A 4ª edição do Festival Música do Mundo aconteceu nos dias 17 a 20 de outubro e novamente contou com várias atrações artísticas e culturais. Foram apresentados Workshops sobre produção cultural e música, feira de artesanato, Café Cultural e também apresentações espalhadas pela cidade de artistas de grafite, grupos de congada, Folia de Reis e até mesmo uma pequena pausa entre as apresentações para apreciar o eclipse lunar visível no local às 20h50. do dia 18 de setembro. No Palco da Praça do Centenário ocorreram a céu aberto atrações musicais gratuitas e variadas com destaque para A Banda Mais Bonita da Cidade, que ficou conhecida com o vídeo da música “Oração”, um dos mais vistos na internet em 2012. No Palco Música do Mundo, no Centro de Eventos Wagner Tiso, se apresentaram as bandas Ark2, Ummagumma (banda cover da banda de rock inglesa Pink Floyd) e grandes nomes da música brasileira: Beto Guedes, Sá e Guarabyra e o grupo de música performático O Teatro Mágico.